# Ligdamis II
Ligdamis II (en llatí Lygdamis en grec antic Λύγδαμις "Lígdamis") fou sàtrapa de Cària, país que tenia Halicarnàs per capital, cap al darrer quart del segle V aC. Era fill de Psindalis (o Pisindelis) al que va succeir al govern, i net d'Artemísia I.
Aproximadament l'any 415 aC va ser deposat i substituït, per ordre del rei, pel sàtrapa Tisafernes de Lídia. Es diu que Heròdot l'historiador, va lluitar contra la tirania de Ligdamis, que havia assassinat al seu oncle el poeta Paniasis.